# Râul Căiuțul Mic
Râul Căiuțul Mic este un curs de apă, afluent al râului Trotuș. 